# 模因学
模因学，又称或模因论，是一种基于类比达尔文进化论的视角来研究心智内容的学说，源自于理查德·道金斯于1976年出版的《自私的基因》一书。模因论旨探索文化信息传播的文化演化模型。
迷因，類似作為生物遺傳單位的基因，為文化的遺傳單位，但具體的定義不明。可能被迷因學的支持者稱為迷因的東西包括大腦內的知識、觀念、宗教信仰、鏡像神經元、或神經電訊號，或是外在的習俗、謠言、新聞、習慣、口號、諺語、用語、用字、笑話。迷因學認為迷因会进行自我繁衍从而在不同人的思想领域内传播。模因学部分沿用了基因学中以基因为中心的进化观点，正如基因的优胜劣汰，一个模因是否成功取决于内容影响和传播能力。
迷因學的研究在2005年後開始停擺，唯一的學術期刊（Journal of Memetics）停刊，至2020年迷因學已經少有正式的學術研究。科學史的研究者認為這是因為迷因學強調從迷因的角度研究其自我複製，造成研究者花費大量時間爭論迷因的具體定義，而且受道金斯的影響，迷因學反對族群選擇，並認為迷因對生物適應度有害。這些意識形態侷限了迷因學的發展，最後敗給了双继承理论。

## 字源
英国演化生物学学者理查德·道金斯在其著作《自私的基因》中创造了模因（meme）一词，源自希臘文mimeme（模仿），為了與基因gene一詞類似，縮短為meme。研究模因的學術行為即稱為模因學（Memetics）。中文翻譯有覓母、媒因、模因、文化基因、迷因、米姆、謎米、瀰、瀰因、瀰母等，是文化資訊傳承時的單位。

## 歷史
理查·道金斯在其著作《自私的基因》中，认为尽管被感知的方式不同，文化领域同样存在着一种生殖性。在书中，作者声称模因这种信息单位居留于大脑中，并在社会演化的过程中变异和自我繁殖。道金斯认为，进化的发生必须存在三个条件：
1. 变异，或是对现有因素的新增变化；
2. 遗传和复制，或是创造既有因素的复制品的潜力；
3. 差异的“素质”，或是使一种因素比其它因素或多或少地更适应环境的条件。

道金斯强调只要三个条件满足，进化的过程就会自然而然发生，而且这样的进化并不只适用于基因这样的有机因素。他认为，模因亦同样有着进化所需的属性。因此，模因的进化不仅简单地类似基因学进化，並且也有着自然选择的现象。道金斯的文字中也提到，各式的思想理念代代相传，在传递迭代中这些思想受获取信息主体的影响，或增强或减损，或影响思想本身。例如，某些文化或许催生出工具制造独特的设计和工艺，从而获得了与同类相比的竞争优势。
因为《自私的基因》一书为基因学主题，道金斯在关于模因如何在人脑中繁衍、控制人类行为并最终影响文化走向的问题上并未给出足够的解释，这个创造性的概念在社会学家、生物学家和其他学科的科学家之间掀起了一波争论，而模因为“信息单位”的定义并非道金斯得出，实际出自于其他学者之手。模因学进化理论兼容了理论中达尔文主义和拉马克主义的特征。模因在被继承的过程有着拉马克主义的影子，当一方希望获取到某个指定的模因时，更多地会使用推论而不是完全地复制。例如当一个人在学习如何锻造钉子，他只需要观察演示后进行模仿，无需模仿整个过程中分拆的每一个细枝末节。

## 迷因的传播
不同於基因只能在基因體內複製或是由父母遺傳至子女，模因透過語言和文字等媒介在人腦間傳播，包括閱讀和學習都是模因的增殖方式。模因可以以垂直（通过基因的复制，从双亲到子嗣的过程）或水平（如病毒或其他方式）传递生命信息。其中父母傳播給子女時，因為小童吸收能力強、信任父母、且大部分時間皆接觸父母，所以傳播的資訊完整度較佳，但速度受限於生育的速度。马尔科姆·格拉德威尔写道：“模因的概念就是将人群中行为比作病毒，使其他人感染。”模因也能在垂直方向或水平方向上进行复制，或许可能有长时间的休眠期。模因通过对寄主生成的行为进行传播，模仿是为模因繁殖的重要特征之一。除了模仿其他人类的可视的行为，模因还会以人类之间复制无生命的信息记录——如书籍、乐谱——的形式发生传播。据此，麦克纳马拉认为模因可以被分为内在模因（i-memes）和外在模因（e-memes）两类。一些研究者在通过观察后认为，地球上通过模仿来复制传递模因的的物种包括人科、海豚和一些鸟类（有些鸟类通过学习鸣叫声来冒充他们的父母和邻居）。
某些人将模因的传播比喻为疾病的传染。许多社会中的传染现象，如从众效应、癔症蔓延、模仿犯罪（Copycat crime）、模仿自杀等传染性模仿都被视作模因传递的例证。另外，观察者们将一些本能的模仿行为与模因影响下的模仿区别开来，如打哈欠、嬉笑等——被视为先天行为，而非社会化的学习。

## 宗教
宗教是模因學一個典形例子。
- 很多宗教主張教徒必須與教徒結婚，能令他們的兒女在一個全是同一宗教的環境下成長，長大後成教徒的機會大增。此為重質生殖形。
- 反對婚前性行為、自瀆、避孕、墮胎，此令教徒必需結婚以解決性需要，逼使教徒早婚，反對自瀆更會增加性行為的機會，反對避孕、墮胎更會增加後代。此為重量生殖形。

## 批評
基因複製的一致性很高，但文化學習的突變率可能很高，而且文化創新通常不是隨機的，但基因突變沒有方向。
生物演化依賴顆粒性的遺傳（不會混合的基因），但文化遺傳可能是混合性的。
演化生物學家Earnst Mayr稱「模因」是「概念」的無謂的同義詞（unnecessary synonym），概念不會一直待在同一個個體或世代內，而且可能在書本中待很久，這些特點和生物演化不同，因此文化的演變不能和生物演化作類比。